# Kabupaten d'Agam
Le kabupaten d'Agam, en indonésien Kabupaten Agam, est un kabupaten de la province de Sumatra occidental en Indonésie. Sa population est de 540 905 habitants en 2022. Son chef-lieu est Lubuk Basung.

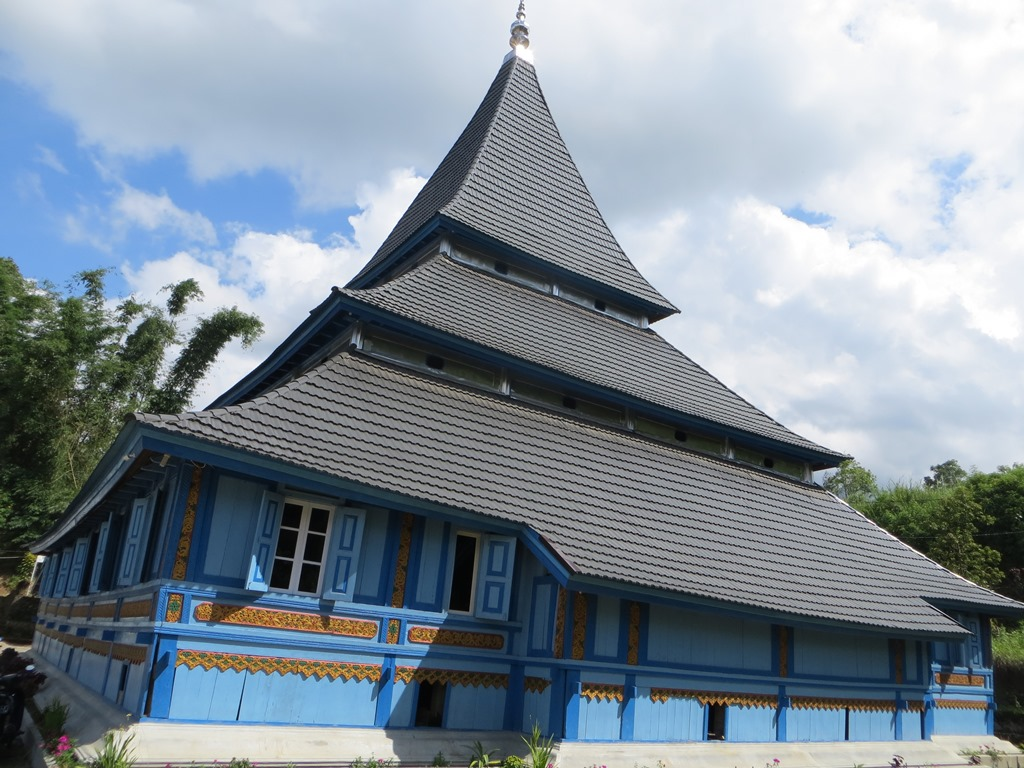
La mosquée Bingkudu dans le style architectural traditionnel minangkabau.